# Буц, Виталий Николаевич
Виталий Николаевич Буц (род. 24 октября 1986, Николаев) — украинский шоссейный велогонщик, выступающий на профессиональном уровне с 2009 года. Двукратный чемпион Украины в групповых гонках, победитель нескольких международных гонок второй категории, как то Тур Румынии, Гран-при Сочи, Кубок мэра, Race Horizon Park и др. Известен по выступлениям за команды Lampre и Kolss.

## Биография
Виталий Буц родился 24 октября 1986 года в городе Николаеве Украинской ССР. С детства увлекался спортом, играл в футбол и баскетбол. В возрасте одиннадцати лет в 1997 году начал серьёзно заниматься велоспортом: «Увидел велосипед — и захотелось среди ребят показать себя, какой я крутой. Пошёл покататься на велосипеде — и до сих пор катаюсь».
С 2004 года выступал на различных юниорских соревнованиях в Европе, а в 2006 году оказался в итальянской юниорской команде Feralpi, с которой хорошо проявил себя на нескольких юниорских и андеровских гонках. В 2007 году перешёл в более сильную команду Pagnoncelli, выиграл с ней восемь гонок, занял девятое место в молодёжном зачёте чемпионата мира в Штутгарте.
В 2008 году в качестве стажёра присоединился к профессиональному итальянскому клубу Lampre и, закрепившись в его составе, в следующем сезоне дебютировал на профессиональном уровне. В частности выступил на «Туре Хайнаня» в Китае, где одержал победу на первом этапе и занял третье место в генеральной классификации. Также принял участие в «Вуэльте Испании 2009», но до конца не доехал, сойдя на двенадцатом этапе.
Тем не менее, его карьера в Lampre развивалась достаточно медленно, из-за болезней и травм он часто пропускал соревнования, в течение нескольких лет оставался на второстепенных ролях. Трижды подряд участвовал в монументальных классиках «Тур Фландрии» и «Париж — Рубе» — работал на лидера команды Алессандро Петакки.
Ситуация изменилась в 2013 году, когда Буц перешёл в украинскую континентальную команду Kolss — здесь уже в дебютном сезоне он стал лучшим в «Туре Румынии», выиграл «Гран-при Сочи», «Кубок мэра», финишировал первым на отдельных этапах таких многодневных гонок как «Гран-при Адыгеи», «Тур Болгарии», «Тур Секейского края», «Пять колец Москвы».
В 2014 году впервые завоевал титул чемпиона Украины на шоссе, обогнав всех соперников в групповой гонке. Помимо этого, добавил в послужной список победу в гонке Race Horizon Park, успешно выступил на «Туре Азербайджана», где занял первое место в очковой классификации и второе место в генеральной классификации.
Вплоть до 2017 году продолжал активно выступать за Kolss, принимая участие во многих гонках по всему миру. Главные победы в этот период — победа в «Туре Чёрного моря» в Болгарии, победы на «Гран-при Одессы» и «Гран-при Винницы», а также в таких гонках как «Белград—Баня-Лука», Race Horizon Park, «Тур Болгарии», «Тур Украины». Во второй раз Виталий Буц стал чемпионом украинского национального первенства в групповой гонке на шоссе.
Начиная с 2018 года представляет польскую континентальную команду Team Hurom.